# Karl XIV Johans statsråd (från 1840)
Karl XIV Johans statsråd var Sveriges regering under andra delen av Karl XIV Johans regeringstid, från antagandet av Departementalreformen 16 maj 1840 till kungens död 8 mars 1844. 
Kungen var regeringschef, och nyordningen innebar att departementscheferna nu också fick ministerposter, att de konsultativa statsråden halverades i antal från sex till tre, och att hovkanslerämbetet avvecklades.

## Statsråd
| Justitiestatsminister |  | Arvid Mauritz Posse             | 28 mars 1840      | 5 september 1840  | Oberoende liberal     |
| Justitiestatsminister |  | Carl Petter Törnebladh          | 5 september 1840  | 5 januari 1843    | Partilös              |
| Justitiestatsminister |  | Lars Herman Gyllenhaal          | 5 januari 1843    | 8 mars 1844       | Oberoende konservativ |
| Utrikesstatsminister  |  | Gustaf Algernon Stierneld       | 16 maj 1840       | 5 september 1840  | Partilös              |
| Utrikesstatsminister  |  | Albrecht Elof Ihre              | 5 september 1840  | 8 mars 1844       | Partilös              |
| Krigsminister         |  | Bror Cederström                 | 16 maj 1840       | 7 december 1840   | Partilös              |
| Krigsminister         |  | Axel Otto Mörner                | 7 december 1840   | 28 april 1843     | Partilös              |
| Krigsminister         |  | Carl Lovisin                    | 28 april 1843     | 8 mars 1844       | Partilös              |
| Sjöförsvarssminister  |  | Johan Lagerbielke               | 16 maj 1840       | 8 mars 1844       | Partilös              |
| Civilminister         |  | Olof Fåhraeus                   | 16 maj 1840       | 8 mars 1844       | Partilös              |
| Finansminister        |  | Johan Didrik af Wingård         | 16 maj 1840       | 29 december 1842  | Partilös              |
| Finansminister        |  | Sven Munthe                     | 29 december 1842  | 8 mars 1844       | Partilös              |
| Ecklesiastikminister  |  | Albrecht Elof Ihre              | 16 maj 1840       | 29 september 1842 | Partilös              |
| Ecklesiastikminister  |  | Christopher Isac Heurlin        | 29 september 1842 | 8 mars 1844       | Oberoende liberal     |
| Konsultativa statsråd |  |                                 |                   |                   |                       |
| Konsultativt statsråd |  | Samuel Grubbe                   | 16 maj 1840       | 8 mars 1844       | Oberoende konservativ |
| Konsultativt statsråd |  | Carl Petter Törnebladh          | 16 maj 1840       | 14 januari 1841   | Partilös              |
| Konsultativt statsråd |  | Otto Wilhelm Staël von Holstein | 14 januari 1841   | 8 mars 1844       | Partilös              |
| Konsultativt statsråd |  | Johan Didrik af Wingård         | 16 maj 1840       | 1843              | Partilös              |